# Östliche Kleinaugenotter
Die Östliche Kleinaugenotter (Cryptophis nigrescens) zählt innerhalb der Familie der Giftnattern (Elapidae) zur Gattung Cryptophis. Die wissenschaftliche Erstbeschreibung erfolgte im Jahre 1862 durch den deutschen Zoologen Albert Günther als Hoplocephalus nigrescens. Zeitweise wurde die Östliche Kleinaugenotter der Gattung Rhinoplocephalus zugerechnet.

## Merkmale
Die Art erreicht eine Gesamtlänge zwischen 50 und 100, maximal 120 cm. Der Körper ist kräftig gebaut und wirkt zylindrisch. Er ist einfarbig grau und sehr dunkel gefärbt. Der leicht, aber sichtbar vom Rumpf abgesetzte Kopf ist kurz und flach, die Augen sind sehr klein. Der Schwanz ist recht kurz. Die glänzenden Körperschuppen sind nicht gekielt.

## Verbreitung und Lebensraum
Die Östliche Kleinaugenotter ist im Osten Australiens von Kap York in Queensland bis in den Süden Victorias verbreitet. Sie bewohnt eine Vielzahl von Lebensräumen, darunter tropischen Regenwald, Baum- und Buschland, trockene Heidelandschaften und steinige Felsregionen. Tagsüber versteckt sie sich unter Steinen, Totholz und vergraben im Boden.

## Lebensweise
Cryptophis nigrescens ist nachtaktiv. Dabei geht die Giftnatter in der Vegetation und zwischen Felsen auf Nahrungssuche. Sie erbeutet schlafende Vögel und Reptilieneier, vor allem aber Echsen. Als Ophiophage frisst sie zudem andere Schlangen.
Die Östliche Kleinaugennatter pflanzt sich durch Ovoviviparie fort, gebiert also Jungschlangen in einer weichen Eihülle, die bei oder sofort nach der Geburt durchstoßen wird. Ein Wurf umfasst ein bis acht Jungschlangen, die schon verhältnismäßig groß sind.

## Schlangengift
Früher oft als harmlos bezeichnet, ist mittlerweile klar, dass der Biss dieser Schlange für den Menschen tödlich sein kann. Bislang ist mindestens ein Todesfall erwiesen. Die Östliche Kleinaugenotter produziert ein Toxin, welches besonders myotoxische Eigenschaften hat („Muskulaturgift“). Es greift die quergestreifte Muskulatur (Skelettmuskel und Herzmuskel) an, was starke Muskelschmerzen, Kontrollverlust der unteren Gliedmaßen, Myoglobinurie und Herzstillstand zur Folge haben kann. Als indirekte Folge sind zudem Schädigungen der Nieren durch Myoglobin und zerstörte Muskelzellen zu befürchten. Derzeit liegt kein Antivenin vor, daher muss die Behandlung eines Giftbisses durch einen Arzt symptomatisch erfolgen. Bissunfälle mit dieser Art kommen nur gelegentlich vor.

## Belege